# Curtis Glencross
Curtis Jack Glencross, född 28 december 1982 i Kindersley, Saskatchewan, är en kanadensisk före detta professionell ishockeyspelare som spelade i NHL för Anaheim Ducks, Columbus Blue Jackets, Edmonton Oilers, Calgary Flames och Washington Capitals.

## Spelarkarriär
Glencross blev aldrig draftad av någon NHL-organisation.
Han skrev på för Anaheim Ducks som free agent 2004 och gjorde sin NHL-debut med laget år 2007. Han har också spelat för Columbus Blue Jackets och Edmonton Oilers. Till Calgary Flames kom han 2008 som obegränsad free agent. Han skrev på ett fyraårigt kontrakt med laget 2011.
Den 1 mars 2015 skickade Flames iväg Glencross till Capitals i utbyte mot ett andra- och ett tredje draftval i 2015 års draft.
Innan säsongen 2015-16 deltog Glencross i campen med Colorado Avalanche och försökte ta en ordinarie plats i laget vilket han inte lyckades med och 21 oktober stod det klart att Glencross lägger skridskorna på hyllan efter 500 matcher i NHL. 

## Statistik

### Klubbkarriär
| 2000–01    | Brooks Bandits                 | AJHL       | 60  | 23  | 22  | 45  | 113 | —  | — | — | —  | —  |
| 2001–02    | Brooks Bandits                 | AJHL       | 53  | 42  | 26  | 68  |     | —  | — | — | —  | —  |
| 2002–03    | University of Alaska-Anchorage | WCHA       | 35  | 11  | 12  | 23  | 79  | —  | — | — | —  | —  |
| 2003–04    | University of Alaska-Anchorage | WCHA       | 37  | 21  | 13  | 34  | 79  | —  | — | — | —  | —  |
| 2003–04    | Cincinnati Mighty Ducks        | AHL        | 7   | 2   | 1   | 3   | 6   | 9  | 1 | 6 | 7  | 10 |
| 2004–05    | Cincinnati Mighty Ducks        | AHL        | 51  | 6   | 3   | 9   | 63  | 12 | 2 | 0 | 2  | 10 |
| 2005–06    | Portland Pirates               | AHL        | 41  | 15  | 10  | 25  | 85  | 19 | 4 | 6 | 10 | 37 |
| 2006–07    | Portland Pirates               | AHL        | 31  | 6   | 10  | 16  | 74  | —  | — | — | —  | —  |
| 2006–07    | Anaheim Ducks                  | NHL        | 2   | 1   | 0   | 1   | 2   | —  | — | — | —  | —  |
| 2006–07    | Syracuse Crunch                | AHL        | 29  | 19  | 16  | 35  | 53  | —  | — | — | —  | —  |
| 2006–07    | Columbus Blue Jackets          | NHL        | 7   | 0   | 0   | 0   | 0   | —  | — | — | —  | —  |
| 2007–08    | Columbus Blue Jackets          | NHL        | 36  | 6   | 6   | 12  | 25  | —  | — | — | —  | —  |
| 2007–08    | Edmonton Oilers                | NHL        | 26  | 9   | 4   | 13  | 28  | —  | — | — | —  | —  |
| 2008–09    | Calgary Flames                 | NHL        | 74  | 13  | 27  | 40  | 42  | 6  | 0 | 3 | 3  | 12 |
| 2009–10    | Calgary Flames                 | NHL        | 67  | 15  | 18  | 33  | 58  | —  | — | — | —  | —  |
| 2010–11    | Calgary Flames                 | NHL        | 79  | 24  | 19  | 43  | 59  | —  | — | — | —  | —  |
| 2011–12    | Calgary Flames                 | NHL        | 67  | 26  | 22  | 48  | 62  | —  | — | — | —  | —  |
| 2012–13    | Calgary Flames                 | NHL        | 40  | 15  | 11  | 26  | 18  | —  | — | — | —  | —  |
| 2013–14    | Calgary Flames                 | NHL        | 38  | 12  | 12  | 24  | 12  | —  | — | — | —  | —  |
| 2014–15    | Calgary Flames                 | NHL        | 53  | 9   | 19  | 28  | 39  | —  | — | — | —  | —  |
| 2014–15    | Washington Capitals            | NHL        | 18  | 4   | 3   | 7   | 6   | 10 | 1 | 0 | 1  | 2  |
| NHL totalt | NHL totalt                     | NHL totalt | 507 | 134 | 141 | 275 | 351 | 16 | 1 | 3 | 4  | 14 |